# خانه همدانیان
خانه همدانیان مربوط به دوره قاجار است و در اصفهان، خیابان چهارباغ، حد فاصل خیابان یحیی خان و خیابان باغ زرشک واقع شده و این اثر در تاریخ ۲۵ اسفند ۱۳۷۹ با شمارهٔ ثبت ۳۶۸۹ به‌عنوان یکی از آثار ملی ایران به ثبت رسیده‌است.